# Immerum
Immerum war Herrscher von Sippar in der Isin-Larsa-Zeit von 1880 bis 1845 v. Chr. Er nannte sich zwar nicht lugal (König), übte jedoch für diese übliche Tätigkeiten aus. Insbesondere errichtete er Tempel und erneuerte die Stadtmauern und Bewässerungskanäle. Diplomatische Aktivitäten sind in Briefen dokumentiert, die in Tell ed-Der gefunden wurden.